# Operatie Totalize
Operatie Totalize (Engels: Operation Totalize, in recente Britse bronnen ook wel Operation Totalise) was tijdens de Tweede Wereldoorlog een geallieerd offensief in Normandië. De militaire operatie vond op 8 en 9 augustus 1944 plaats tijdens de latere fase van Operatie Overlord, uitgevoerd door het Canadese Eerste Leger.
Sommigen bronnen laten operatie Totalize eindigen op 13 augustus, zie bijv. https://www.dday-overlord.com/en/battle-of-normandy/allied-operations/totalize

## Voorgeschiedenis
Doel was een uitbraak te realiseren vanuit Caen, via Argentan, naar Falaise. Dit doel was een onderdeel van een groter plan om de Duitse strijdkrachten in een dubbele tangbeweging bij Falaise te omsingelen. Deze situatie was ontstaan doordat Hitler had bevolen dat de Duitse strijdkrachten de geallieerden moesten staande houden dan wel terugdrijven in Normandië. Daartoe had het 7e Leger onder leiding van generaal Paul Hausser de taak om de gelande legers in Normandië bezig te houden. Daarnaast had het 5e Pantserleger (met de 1. SS-Panzer-Division Leibstandarte-SS Adolf Hitler, 9. SS-Panzer-Division Hohenstaufen en 116e Pantserdivisie) opdracht gekregen om naar het westen, Avranches, uit te breken en daarmee het schiereiland Cotentin af te sluiten. Dit viel onder de naam Operatie Lüttich.
Luitenant-generaal George Patton, 3e Leger, had inmiddels in het westen vaart gemaakt en was in het zuiden onder de Duitsers gekomen. Pattons 5e pantserdivisie had daarbij Le Mans bereikt en contact gemaakt met de 2e Franse pantserdivisie onder leiding van generaal-majoor Philippe Leclerc. Hun opdracht was vervolgens om naar het noorden af te buigen richting Argentan.

## Legeronderdelen
Het 2e Canadese legerkorps, geactiveerd op 23 juli 1944 en geleid door luitenant-generaal Guy Simonds, was belast met de uitvoering van het plan. Dit korps omvatte de volgende onderdelen:
Canadees
- 2e Infanteriedivisie
- 3e Infanteriedivisie
- 4e Pantserdivisie
- 2e Pantserbrigade

Brits
- 51e (Hoogland) Infanteriedivisie
- 33e Pantserbrigade

Pools
- 1e Pantserdivisie

In totaal telde dit 85.000 mensen en 720 artilleriestukken.
Het korps was een onderdeel van het 1e Canadese leger onder luitenant-generaal Harry Crerar.
Tegenstand was te verwachten van de volgende Duitse legeronderdelen:
- 84e Infanteriedivisie
- 85e Infanteriedivisie
- 272e Grenadier infanteriedivisie
- 12. SS-Panzer-Division Hitlerjugend

Het onderdeel werd geleid door generaal Kurt Meyer.
De Duitsers waren strategisch goed gepositioneerd en beschikten over een zware batterij van 75 en 88 mm kanonnen.

## Strijd en resultaat

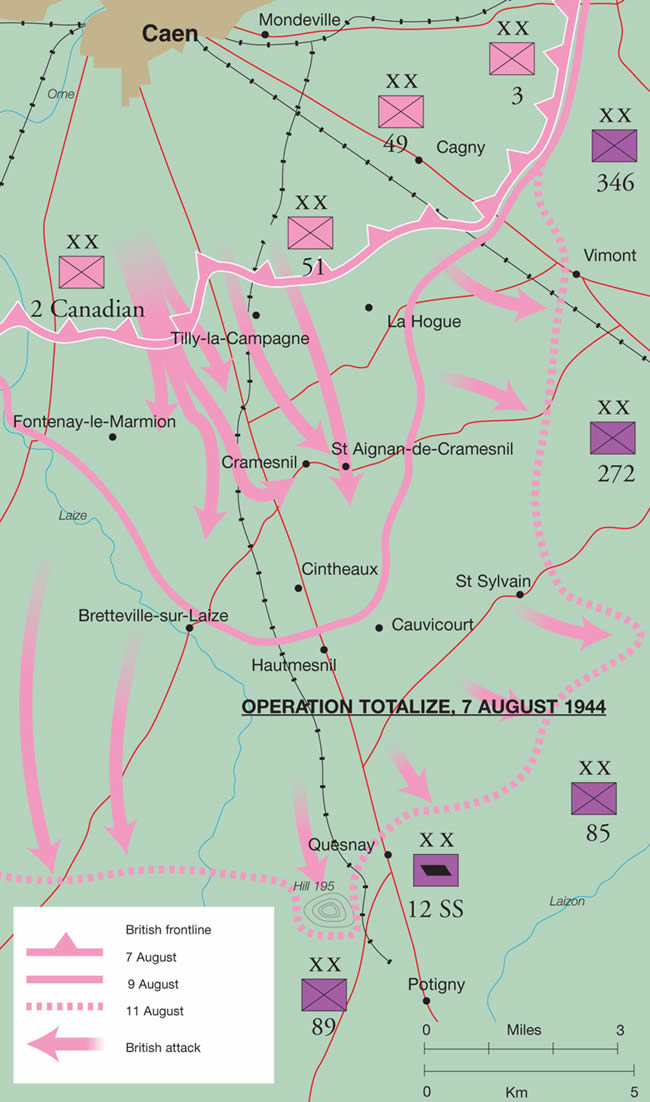
Kaart van Operatie Totalize.

Het doel werd niet geheel bereikt. Men wijst daarbij op de relatief ongeoefende divisies van het 2e Canadese Legerkorps.
Anderzijds was daar de beslissing van generaal Omar Bradley om Patton te laten stoppen even ten noorden van Argentan. Daarbij komt nog het feit dat, niet voor het eerst, de eigengereidheid van de Franse strijdkrachten een snelle uitvoering van de orders onmogelijk maakte waardoor Patton veel later dan gewenst zijn positie bereikte. Generaal-majoor Rod Keller raakte zwaargewond door Amerikaanse bommen die op het hoofdkwartier vielen en moest het commando over de 3e Canadese Infanterie Divisie overdragen.
Opmerkelijk punt in deze operatie was wel de inzet van de zogenaamde Kangaroo's. Dit waren aangepaste rupsvoertuigen om infanterie te verplaatsen. Dit was een idee van generaal Simonds. Deze had gezien dat de tanks veel sneller progressie maakten en dat daardoor een gat ontstond op het terrein dat was veroverd door de tanks en de oprukkende infanterie. Ook verminderde dit de kwetsbaarheid van de infanteristen.
Niettemin, Operation Totalize had te maken met behoorlijke verliezen aan geallieerde zijde. Het getal van 1.256 wordt genoemd alsmede het verlies van 146 tanks. 300 doden waren eht gevolg van het te vroeg loslaten van bommen door de geallieerden. Aan Duitse zijde had men meer dan 3.000 doden te betreuren. Waar het het verlies van tanks betreft deden de Duitsers het beter, een aantal van meer dan 45 wordt genoemd. Zie hiervoor: D-Day and Battle of Normandy Encyclopedia, https://www.dday-overlord.com/en/battle-of-normandy/allied-operations/totalize.

Voor een meer gedetailleerd verslag van hoe de gevechten verliepen en wie waar bij betrokken was, is verwezen naar https://weaponsandwarfare.com/2018/12/08/operation-totalize-i/

## Verder verloop oorlog
Van 14 tot 21 augustus 1944 vond vervolgens Operatie Tractable plaats en op 21 augustus kon de 'Zak van Falaise' gesloten worden.